# Competitive Enterprise Institute
Le Competitive Enterprise Institute (CEI) est un groupe de réflexion libertaire à but non lucratif fondé par l’écrivain politique Fred L. Smith Jr. le 9 mars 1984, à Washington. Son but est de promouvoir les principes de gouvernement limité, de libre entreprise et de liberté individuelle. Le CEI se penche sur de nombreuses questions relatives aux politiques de réglementation, notamment en ce qui concerne les secteurs des affaires, de la finance, du travail, de la technologie, des télécommunications, du transport, des règlements sur les aliments et les médicaments ainsi que l’énergie et l’environment. En ce qui concerne ce dernier, le CEI a fait la promotion du déni du changement climatique. Kent Lassman est le président et PDG actuel du CEI.
Selon le rapport 2020 intitulé Global Go To Think Tank Index Report (« Rapport mondial de référence sur le classement des groupes de réflexion »), préparé par le Programme des groupes de réflexion et des sociétés civiles (« TTCSP ») de Université de Pennsylvanie, le CEI est le numéro 69 dans la liste des « groupes de réflexion aux États-Unis en importance » et le numéro 45 des « groupes de réflexion du domaine de l’environnement en importance ». Des recherches universitaires l’ont identifiée comme l’un des groupes de réflexion conservateurs ayant un rôle central dans la négation du changement climatique,.

## Politiques

### Énergie et environnement
Les recherches académiques ont étiqueté le CEI comme étant l’un des groupes de réflexion conservateurs ayant été payés pour renverser le courant environnementaliste au cours des années 60, ce qui l’a amené à jouer un rôle central dans la promotion du déni du changement climatique. Il a notamment participé aux politiques climatosceptiques de l’administration de George W. Bush. Le CEI fait la promotion de politiques relatives à l’environnement basées sur la restriction de la réglementation gouvernementale ainsi que sur les droits de propriété, et dénonce ce qu’il désigne comme l’« alarmisme du dérèglement climatique ». Son principal programme, le Center for Energy and Environment, se penche sur les politiques relatives à l’énergie et au risque chimique, les lois américaines sur la qualité de l’air Clean Air Act et les espèces menacées Endangered Species Act, la réglementation relative au territoire et à l’eau ainsi que les politiques de conservation privée[citation nécessaire].
Le CEI s’oppose aux mesures gouvernementales mises en œuvre par l’Environmental Protection Agency, lesquelles imposeraient des limites aux émissions de gaz à effet de serre. Il favorise plutôt un environnementalisme du libre-échange et l’idée que les institutions du marché sont plus efficaces que le gouvernement en ce qui concerne la protection de l’environnement. Son président, Kent Lassman, affirme dans le blogue de l’organisation « qu’il n’existe aucun débat sur le réchauffement climatique sur Terre », que « l’activité humaine y contribue très probablement » et que « l’avis du CEI va en ce sens depuis longtemps ». Toutefois, il croit que le dérèglement climatique ne constitue pas une question urgente et que les scientifiques ne s’entendent pas quant aux conséquences et au rythme de ce dérèglement. En mars 1992, le fondateur du CEI, Fred Smith, s’exprime au sujet des changements climatiques anthropiques : « la plupart des indicateurs suggèrent actuellement que tout va bien. Les hivers et les nuits sont plus chauds, aucune incidence durant le jour en raison des nuages : il me semble que nous nous dirigeons vers une planète au climat plus doux. Il y aura plus de pluie et une productivité agricole plus riche et plus aisée »[citation nécessaire].
En mai 2006, les activités du CEI en lien avec les politiques relatives au réchauffement climatique ont attiré l’attention en raison du lancement d’une campagne publicitaire comprenant deux publicités télévisées. Celles-ci font la promotion de l’idée que le dioxyde de carbone constitue un facteur positif en matière d’environnement et que le réchauffement climatique n’est pas un problème,. La première publicité envoie le message que le CO2 est présenté à tort comme un polluant, en affirmant qu’il est « essentiel pour la vie. Nous l’expirons et les plantes l’absorbent… Ils appellent cela de la pollution, nous appelons cela la vie. » La seconde publicité affirme que les glaciers de la planète « sont en expansion, et non pas en train de fondre. Ils ne s’amincissent pas, ils s’épaississent plutôt ». Des articles de la publication Science sont citées à titre de sources pour supporter les affirmations, mais un rédacteur de Science rétorque : « c’est une fausse représentation des conclusions tirées dans les deux articles de Science… ils ont trié les informations à présenter ». L’auteur des articles, Curt Davis, directeur du Center for Geospatial Intelligence de l’Université du Missouri, déclare que le CEI a faussement représenté ses recherches afin de soutenir leurs allégations de façon fallacieuse. Il ajoute : « Ces publicités télévisées visent délibérément à tromper et à induire en erreur le public en ce qui concerne le débat au sujet du réchauffement climatique. »
En 2009, le directeur de l’énergie et de la politique relative au réchauffement climatique du CEI déclare au journal The Washington Post : « La seule chose dont l’efficacité a été prouvée pour réduire les émissions, c’est l’effondrement économique ». En 2014, le CEI intente une poursuite contre le Office of Science and Technology Policy de la Maison-Blanche en raison de l’une de leurs vidéos, qui établit un lien entre les vortex polaires et les changements climatiques.

### Réforme réglementaire
Le CEI fait la promotion de réformes réglementaires pour un vaste ensemble d’enjeux politiques, notamment en ce qui concerne l’énergie, l’environnement, les affaires, la finance, le travail, la technologie, les télécommunications, le transport, les aliments et les médicaments.
Il prépare annuellement une revue de l’état de la réglementation fédérale intitulé « Ten Thousand Commandments: An Annual Snapshot of the Federal Regulatory State ». Ce rapport discute de l’étendue, du champ d’application et du coût de la réglementation fédérale, de même que la façon dont cette réglementation affecte les consommateurs, les entreprises et l’économie américaines.
En 2016 et en janvier 2017, Myron Ebell, un membre du CEI depuis 1999, occupe le poste de chef de l’équipe d’action de l’Office présidentiel pour la transition (Presidential Transition’s agency action team) de l’EPA dans l’administration Trump, où il préconise une réduction de moitié du budget et une réduction des deux tiers du personnel de l’EPA.

### Technologie et télécommunications
En 2015, le CEI dépose un mémoire en tant qu’intervenant désintéressé (amicus curiae) appuyant les requérants de la United States Telecom Association c/ la Commission fédérale des communications (« FCC »). Le mémoire soutient que le « Congrès n’a pas autorisé la FCC à réglementer l’Internet lorsque celui-ci a introduit l’article 706 de la Telecommunications Act [de 1996] et l’a plutôt placé hors du champ du champ d’application du pouvoir réglementaire de la FCC ».
Le CEI est l’un des multiples groupes de réflexion sur l’économie de marché qui ont soutenu publiquement le Restoring Internet Freedom Order de la FCC en 2017, lequel abroge les réglementations en matière de neutralité du Net mises en œuvre sous l’administration Obama. Le CEI s’est positionné contre le recours à la réglementation antitrust pour démanteler les grandes sociétés de technologie, comme Google, Apple, Facebook, Amazon et Microsoft,.

### Capitalisme
Le CEI entretient un projet de longue date pour réclamer ce qu’il décrit comme « la légitimité morale du capitalisme » par la recherche, l’écriture, l’organisation d’événements et d’autres activités de diffusion,.

### Project 2025
Le CEI fait partie du Conseil consultatif du Project 2025, un ensemble de propositions politiques conservatrices de droite proposé par la Heritage Foundation visant à transformer le gouvernement fédéral des États-Unis et à consolider le pouvoir exécutif si le candidat du Parti républicain remportait l'élection présidentielle de 2024.

## Plaidoyer juridique
Le CEI est l’un des rares groupes de réflexion dont l’organisation compte une division chargée des litiges.

### Center for Class Action Fairness (ancien projet)
De 2015 à janvier 2019, le Center for Class Action Fairness (« CCAF ») fait partie du CEI. Depuis, il fait partie du nouveau Hamilton Lincoln Law Institute, un organisme sans but lucratif faisant la promotion du marché libre fondé par Ted Frank et Melissa Holyoak, du CCAF. Le CCAF représente les membres des recours collectifs contre ce qu’il appelle les « règlements et les procédures de recours collectifs injustes ».
Le CEI plaide l’affaire Frank c/ Gaos devant la Cour Suprême des États-Unis le 31 octobre 2018, en opposition à un règlement proposé du recours collectif impliquant Google, qui a payé un règlement de 8,5 millions de dollars américains, y compris une somme de 6 millions de dollars américains en fonds cy-près et plus de 2 millions de dollars américains pour les avocats en recours collectif. Les membres du recours collectif n’ont reçu aucune somme du règlement.
En 2015, le CEI porte en appel avec succès un règlement de recours collectif concernant la longueur des sandwichs de 12 pouces de Subway. Le CEI affirme que le règlement proposé ne profite qu’à neuf membres du règlement, alors qu’il accorde plus d’un demi-million de dollars américains aux avocats en recours collectif. La décision de la Cour d’appel du 7e ressort rejette le règlement, lequel aurait prévu le versement d’une somme de 525 000 dollars américains aux avocats des demandeurs, ne laissant rien aux demandeurs. La décision de la cour comprend une déclaration selon laquelle « un recours collectif qui engendre des frais pour ses avocats, sans compensation substantielle pour le recours ne constitue rien de mieux qu’un racket »,. Subway indique que les variations en longueur de leurs pains sont inévitables en raison du processus de fabrication, mais que leur poids est constant.

### Contestation de l’Affordable Care Act
Le CEI a financé et organisé l’affaire King c/ Burwell et l’affaire Halbig c/ Burwell, deux poursuites qui remettent en question l’implantation par l’Internal Revenue Service de la loi sur les soins abordables Affordable Care Act. La stratégie consistant à organiser de telles poursuites vient de Michael S. Greve, un ancien président du conseil d’administration du CEI, qui affirme : « Cette saloperie [l’Affordable Care Act] doit être éliminée, c’est une question d’hygiène politique. Je me fiche de la façon de s’y prendre : que ce soit démembré, qu’on plante un pieu dans son cœur, qu’on l’emplume et qu’on le chasse de la ville ou qu’on étrangle. »,.

## Financement
Le CEI est financé par des dons de particuliers, de fondations et de sociétés. Parmi les donateurs à CEI figurent plusieurs sociétés des secteurs de l’énergie, des technologies, de l’automobile, de l’alcool et du tabac. ExxonMobil Corporation était un des principaux donateurs de CEI, et lui a octroyé environ 2 millions de dollars sur sept ans. En 2006, la société a annoncé la fin de son financement à destination du groupe.
Les revenus de CEI pour l’exercice clos du 30 septembre 2015 se sont élevés à 7,5 millions de dollars, pour des dépenses de 7,4 millions de dollars.